# Nesogordonia thouarsii
Nesogordonia thouarsii là một loài thực vật có hoa trong họ Cẩm quỳ. Loài này được (Baill.) Capuron ex Arènes mô tả khoa học đầu tiên năm 1959.